# Militärisches Engagement Syriens im Libanon 1976–2005
Das Militärische Engagement Syriens im Libanon bzw. Besetzung des Libanon bezeichnet die Stationierung syrischer Streitkräfte im Libanon im Zeitraum zwischen 1976 und 2005. Nach einem eineinhalbjährigen Bürgerkrieg mit mindestens 20.000 Toten und einer halben Million Vertriebenen wurde der Krieg 1976 offiziell für beendet erklärt, dauerte aber de facto bis in die 1990er Jahre an. 1976 ersuchte der Libanon die Arabische Liga um Stabilisierungskräfte und mit deren Mandat stationierte Syrien Truppen und festigte damit seinen politisch-militärischen Einfluss im Libanon. Erst nach dem Attentat auf Ministerpräsident Hariri unter mutmaßlicher syrischer Beteiligung und der folgenden Zedernrevolution zog das Regime von Präsident Baschar al-Assad die syrischen Truppen 2005 aus dem Libanon ab.
Die Anwesenheit der Syrischen Armee in Libanon über letztlich fast 30 Jahre wird unterschiedlich bewertet. Der (als prosyrisch geltende) libanesische Staatspräsident Émile Lahoud bezeichnete die Anwesenheit syrischer Truppen im Libanon, die auf einen Beschluss der Arabischen Liga zurückging, als Anwesenheit einer befreundeten Armee eines befreundeten Landes. Der ehemalige US-Präsident George Bush bewertete sie dagegen als eine Besatzung.

## Hintergrund
Syrien spielte als Nachbarland traditionell eine wichtige wirtschaftliche sowie politische Rolle im Libanon. Offiziell erklärte die syrische Regierung jedoch niemals die Errichtung "Groß-Syriens" als Kernziel ihrer Außenpolitik, Als die Spannungen zwischen verschiedenen libanesischen und palästinensischen Akteuren Anfang der 1970er Jahre zunahmen, trat der damalige syrische Außenminister Abd al-Halim Chaddam mehrmals als Vermittler auf und betonte Syriens Interesse an einer Deeskalation. Um ihr militärisches Engagement im Libanon im In- und Ausland zu rechtfertigen, formulierte die syrische Regierung in der Folgezeit mehrere untergeordnete Ziele, so etwa die Eindämmung des libanesischen Bürgerkriegs und später der israelischen Militärpräsenz, die Initiierung politischer Reformen und die Sicherstellung privilegierter Beziehungen zum Libanon. In der Praxis wurde die Libanon-Politik Syriens jedoch vor allem von eigenen sicherheitspolitischen Interessen geleitet, zu deren Durchsetzung Hafiz al-Assad den Libanon de facto zu einem syrischen Protektorat machte, ohne aber das Land offiziell zu annektieren. So wollte die Regierung in Damaskus während des Aufstands der Muslimbrüder verhindern, dass bewaffnete syrische Gruppierungen das Nachbarland als Rückzugsraum nutzen könnten. Außerdem diente der Libanon der syrischen Regierung als Kernbestandteil ihrer Politik gegen Israel und sie nutzte libanesisches Staatsgebiet als strategische Pufferzone und gleichzeitig als Austragungsort verschiedener Stellvertreterkriege gegen Israel. Nach dem Zusammenbruch der mit Syrien verbündeten Sowjetunion im Jahr 1991 wuchs in der syrischen Führung die Sorge vor israelischen Militäroffensiven ins syrische Hinterland via Libanon, sodass die dauerhafte militärische Kontrolle von strategischen Punkten in den Focus syrischer Sicherheitsinteressen rückte.

## Geschichte

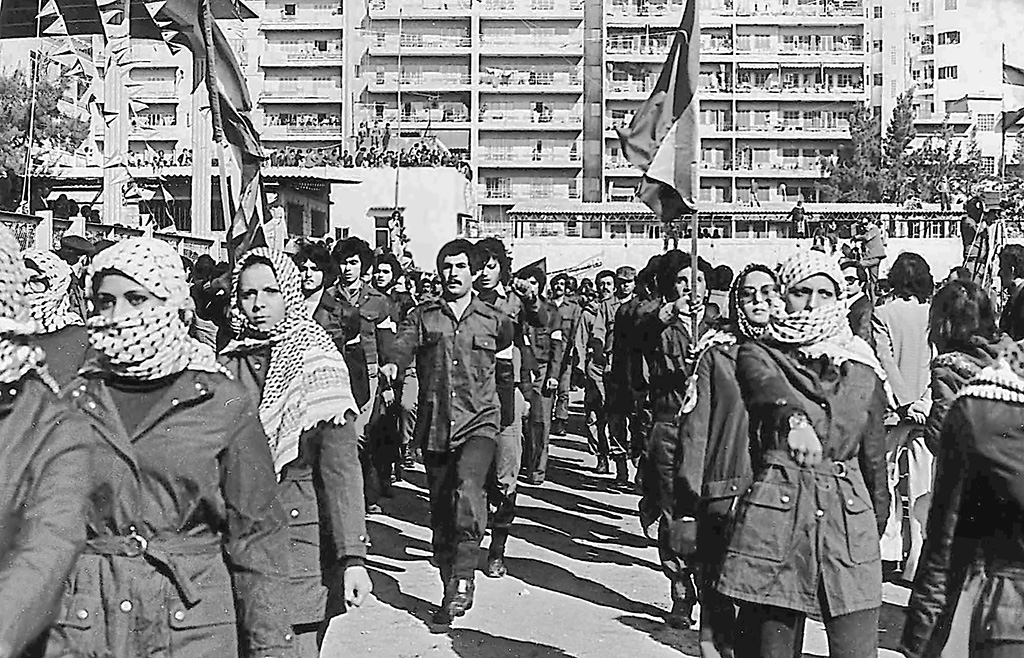
Parade der Fatah (PLO) in Beirut 1979

Während des libanesischen Bürgerkriegs ersuchte Libanon um syrische Hilfe im Sinne einer arabischen Friedenstruppe. Die Arabische Liga kam überein, eine Interarabische Sicherheitstruppe zu senden, die hauptsächlich aus syrischen Truppen zusammengesetzt war. Anfänglich war Syriens Aufgabe, die christliche Minderheit der Maroniten zu schützen. Zwei Jahre später im Jahr 1978 modifizierte Syrien seinen Haltung zur eigenen Anwesenheit im Libanon auf das Verständnis der PLO.

### Libanonkrieg 1982

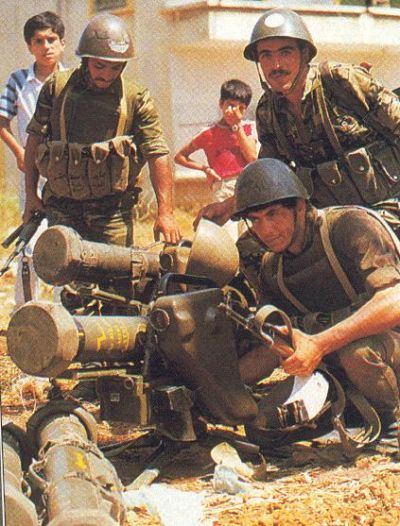
Soldaten der Syrischen Armee mit der MILAN Panzerabwehrwaffe während des Libanon Krieges 1982

1982 wurde der Libanon Schauplatz des Israelisch-Arabischen-Konfliktes mit dem Libanonkrieg. Es standen sich die israelische Armee und verbündete Milizen auf der einen sowie die Kämpfer der PLO und syrische Truppen auf der anderen Seite gegenüber. Israel nannte die Operation „Frieden für Galiläa“.

### Nach 1988
Im Jahr 1988 wurde General Michel Aoun durch Staatspräsident Amine Gemayel zum Ministerpräsidenten ernannt. Dies war ein kontroverser Schritt, da Aoun ein maronitischer Christ und dieser Posten laut (dem gemäß libanesischer Verfassung nicht verbindlichen) Nationalpakt von 1943 traditionell einem sunnitischen Muslim vorbehalten war. Muslimische Minister weigerten sich, in Aouns Regierung mitzuwirken. Syrien erkannte Aouns Regierung nicht an. Zwei rivalisierende Regierungen wurden gebildet; die Militärverwaltung unter Aoun hatte ihren Sitz in Ost-Beirut und die zivile unter Selim al-Hoss, welche die syrische Unterstützung gewann, hatte ihren Sitz in West-Beirut. Aoun war gegen die syrische Anwesenheit im Libanon und berief sich auf die Resolution 520 des UN-Sicherheitsrates aus dem Jahre 1982. Die syrische Armee blieb jedoch im Libanon.
Nach einem erfolgreichen Feldzug gegen die christliche Miliz Forces Libanaises, die den Hafen von Beirut kontrolliert hatten, erklärte Aoun angesichts seiner aktuellen Popularität in Ost-Beirut den „Befreiungskrieg“ gegen die syrischen Streitkräfte. Die Kämpfe begannen am 14. März 1989. Opfer von unbestimmtem Artilleriebeschuss unter der Zivilbevölkerung auf beiden Seiten waren an der Tagesordnung. Aoun erhielt anfänglich eine breitere internationale Unterstützung als el-Hoss. Aoun erhielt beachtliche Unterstützung durch die irakische Regierung unter Saddam Hussein. Die irakische Regierung sah im Libanesischen Konflikt eine Chance, das rivalisierende Baath-System in Damaskus zu schwächen. Als die Vereinigten Staaten ihre Vorbereitungen für den Golfkrieg mit dem Irak wegen Kuwait trafen, endete auch die internationale Unterstützung für Aoun. Als Gegenleistung für eine Unterstützung Syriens im Golfkrieg erlaubten die Vereinigten Staaten und Israel Damaskus die Absetzung Aouns. Im Oktober 1990 nahmen syrische Truppen den Präsidentenpalast in Baabda im Sturm. Aoun flüchtete in die Botschaft Frankreichs, wohin er auch später ins Exil ging.

### Abzug nach der Zedernrevolution 2005
Die syrischen Streitkräfte verblieben bis 2005 im Libanon, dienten als Druckmittel und übten so wesentlichen Einfluss auf die libanesische Regierung aus.
Nach dem israelischen Rückzug aus dem südlichen Libanon und dem Tod des syrischen Präsidenten Hafiz al-Assad im Jahre 2000 stand die syrische Anwesenheit heftiger Kritik und dem Widerstand durch die libanesische Bevölkerung gegenüber.
Im Herbst 2004 setzte Damaskus eine Verfassungsänderung im Libanon durch, damit der ihm genehme Präsident Emile Lahoud weiter im Amt bleiben konnte. Der amtierende Ministerpräsident Rafik Hariri und einige weitere Politiker erklärten ihren Rücktritt. Am 14. Februar 2005 wurde ein Attentat auf den Fahrzeugkonvoi des Ministerpräsidenten Rafik al-Hariri verübt. Es folgten Proteste im Rahmen der Zedernrevolution.
Bis zu den für Ende Mai 2005 angesagten Parlamentswahlen zog Syrien all seine Truppen am 26. April 2005 ab. Die syrische Regierung teilte den Vereinten Nationen mit, dass sie ihre Truppen in Übereinstimmung mit der im September 2004 angenommenen UN-Resolution 1559 zurückgezogen habe. In einer Note an die UNO schrieb der syrische Außenminister Farouk Al-Schara, dass sein Land „sie offiziell informiert, dass die syrischen arabischen Streitkräfte, die im Libanon stationiert waren, auf Bitten des Libanon und unter einem arabischen Mandat das ganze Militär, den Sicherheitsapparat und Anlagen vollständig abgezogen haben.“ Am Tag nach dem Abzug, am 27. April 2005 feierten viele Libanesen den FREE-FROM-SYRIA day.
Die Washington Post behauptete jedoch, Syrien habe einen bedeutenden Teil seiner Nachrichtendienstpräsenz nicht abgezogen.

## Im Libanon stationierte Einheiten
Zwischen 1976 und 2005 hatte Syrien mit etwa 20.000 und 40.000 Soldaten im Libanon im Einsatz. Daneben waren starke Strukturen der Syrischen Nachrichtendienste im Libanon aktiv. Hauptformationen waren die 47. Brigade, die 62. Brigade, der Großteil der 10. Panzerdivision (76. und die 91. Panzerbrigade und je eine Artillerie- und mechanisierte Infanteriebrigade), zuzüglich fünf Regimenter Spezialkräfte, die an strategisch wichtigen Positionen stationiert waren. Außerdem war eine Luftverteidigungsbrigade im Libanon stationiert. Vor 1984 waren Armeeeinheiten in Brigadestärke in Beirut, Sidon und Tripolis stationiert. Die syrischen Politiker und Generäle Ghazi Kanaan und Rustum Ghazaleh waren als Geheimdienstleiter de facto für die Leitung der Truppen verantwortlich.